# Ayrshire Meridionale
L'Ayrshire Meridionale (in gaelico scozzese Siorrachd Inbhir Àir a Deas) è un'area amministrativa della Scozia. Il suo capoluogo Ayr dà il nome alla contea.

## Località
- Alloway
- Ayr
- Ballantrae
- Crosshill
- Dailly
- Dalrymple
- Dunure
- Girvan
- Kirkmichael
- Kirkoswald
- Lendalfoot
- Maybole
- Monkton
- Maidens
- Prestwick
- Straiton
- Tarbolton
- Troon
- Turnberry